# 長楽寺 (明石市)
長楽寺（ちょうらくじ）は兵庫県明石市大久保町江井島にある浄土宗の寺院。本尊は阿弥陀如来。

## 歴史
奈良時代天平16年（744年）に行基(ぎょうき)が建てたと伝えられている。
明和(めいわ)年間（1764年 - 1772年）に寺子屋が設置され、明治4年（1871年）11月に明石で最初の郷学校が設置される。その後、明治6年（1873年）に貫道(かんどう)小学校創立となり、後に校舎移転を経て江井島小学校となる。

## 所在地
- 兵庫県明石市大久保町江井島448-1

## 交通アクセス
- 山陽電鉄江井ヶ島駅から徒歩約15分

## 周辺
- 明石市立江井島小学校
- 山陽電鉄江井ヶ島駅
- 江井ヶ島港
- 住吉神社（大久保町）
- 定善寺（明石市）
- 太陽酒造(株)
- 赤根川 (兵庫県)